# Freedom Flotilla II

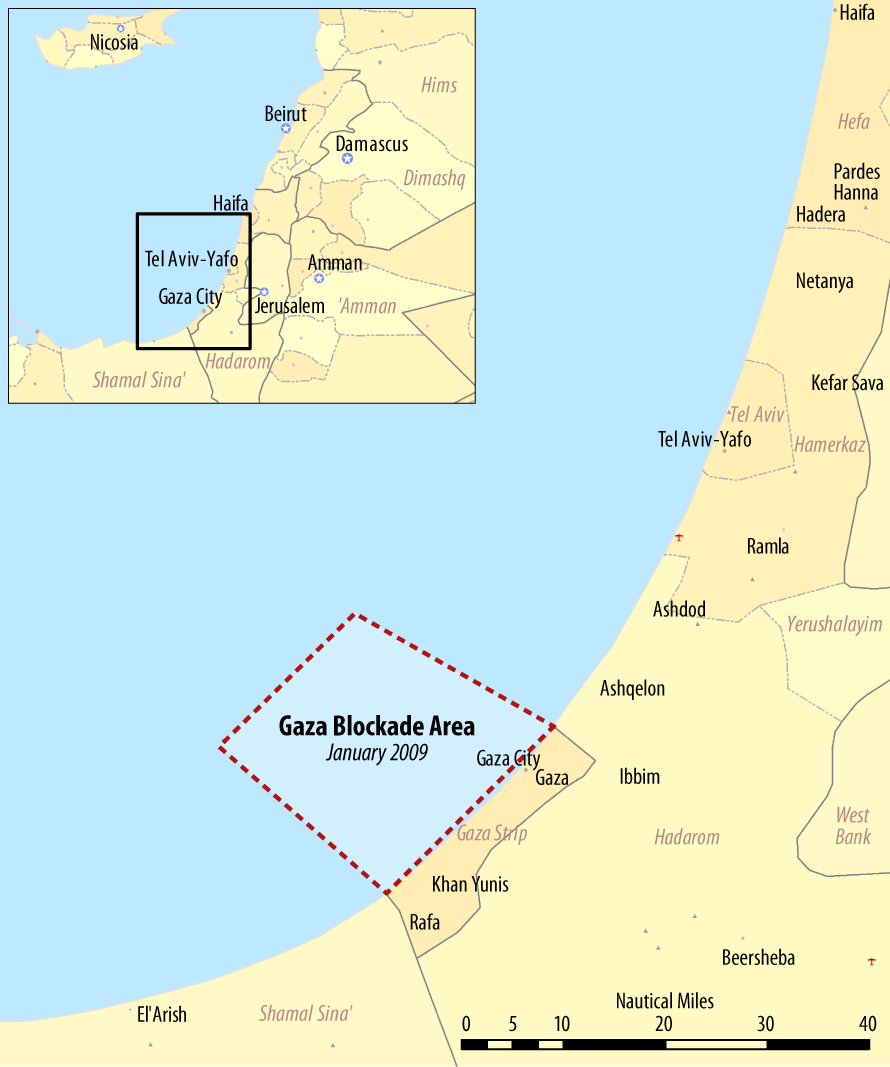
Gebied van de zeeblokkade voor de Gazastrook.

Onder de naam Freedom Flotilla II werd op 29 juni 2011 een tweede poging gewaagd om de Israëlische zeeblokkade van Gaza te breken. Ruim een jaar eerder werd het eerste scheepskonvooi in de Middellandse Zee door Israël onderschept. Hierbij kwamen 9 Turkse activisten om het leven.

## Organisatie
De Freedom Flotilla II is georganiseerd door diverse organisaties, waaronder:
- Free Gaza Movement
- European Campaign to End the Siege on Gaza
- De Turkse organisatie IHH
- Stichting Nederland-Gaza
- Ship to Gaza Greece
- Ship to Gaza Sweden
- The International Committee to Lift the Siege on Gaza
- Irish Ship to Gaza

## Schepen
De Freedom Flotilla II werd gevormd door de volgende schepen:
| Naam schip           | Herkomstland(en)               | Aantal passagiers |
| -------------------- | ------------------------------ | ----------------- |
| Tahrir               | Canada                         | 50                |
| Dignité - Al Karama  | Frankrijk                      | Onbekend          |
| Stefano Chiarini     | Italië, Nederland              | Onbekend          |
| Gernika              | Spanje                         | 50                |
| The Audacity of Hope | Verenigde Staten               | 50                |
| Eleftheri Mesogeios  | Griekenland, Zweden, Noorwegen | Onbekend          |

Het Italiaans-Nederlandse schip was georganiseerd door Amin Abou Rashed, die een jaar eerder ook op het konvooi aanwezig was.
Van de Mavi Marmara, die een jaar eerder meevoer, werd tot half juni verwacht dat deze mee zou varen. Het schip kon door technische problemen echter niet deelnemen. Het Ierse schip Saoirse kon ook niet meevaren omdat de motor gesaboteerd zou zijn. Eerder was al de schroef van de Juliano gesaboteerd.

## Journalisten
Diverse Nederlandse journalisten, waaronder van de Wereldomroep, van Trouw en de VARA zouden met het konvooi meevaren. Zij besloten echter alle niet mee te varen vanwege het gebrek aan transparantie van de organisatie.

## Reacties
Zowel Israël als Egypte boden aan dat de schepen van het konvooi in de haven van Ashdod respectievelijk El Arish gelost konden worden, waarna de goederen naar de Gazastrook konden worden getransporteerd. Dit aanbod werd door de organisatie van de hand gewezen. De secretaris-generaal van de Verenigde Naties, Ban Ki-moon, keerde zich tegen het konvooi.
Nadat de Griekse autoriteiten het vertrek van de schepen naar Gaza verboden hadden werd de actie afgeblazen. Het enige schip dat naar Gaza vertrok was het Franse jacht Dignité - Al Karama. Het schip werd door de Israëlische marine onderschept, en werd geënterd terwijl het zich in internationale wateren op 40 mijl van de kust zou hebben bevonden., waarna de opvarenden werden uitgezet.